# Zhang Lin
Zhang Lin (Peking, 6 januari 1987) is een Chinese zwemmer en de winnaar van olympisch zilver op de 400 meter vrije slag tijdens de Olympische Zomerspelen 2008 in Peking. Hij realiseerde hiermee de beste prestatie ooit van een mannelijke zwemmer uit China.

## Carrière
In het begin van zijn carrière was een achtste plaats op de 800 meter vrije slag bij de wereldkampioenschappen zwemmen 2003 in Barcelona zijn beste resultaat. 
Op de Olympische Zomerspelen 2004 in Athene en op de wereldkampioenschappen kortebaanzwemmen 2004 in Indianapolis kon hij geen potten breken. 
Op de wereldkampioenschappen zwemmen 2005 in Montreal, Canada, bereikte hij de achtste plaats op de 200 meter vrije slag en de zesde plaats op de 1500 meter vrije slag.
Op de wereldkampioenschappen kortebaanzwemmen 2006 in Shanghai pakte hij het brons op de 1500 meter vrije slag.
Bij de wereldkampioenschappen zwemmen 2007 in Melbourne was een zesde plaats op de 200 meter vrije slag zijn beste prestatie. Op de 400 en 1500 meter vrije slag strandde Zhang in de series.
Tijdens de Olympische Zomerspelen 2008 in zijn geboortestad Peking won Zhang de zilveren medaille op de 400 meter vrije slag, iets wat een Chinese zwemmer nooit eerder bereikte, achter de Zuid-Koreaan Park Tae-Hwan. Op de 1500 meter vrije slag finishte Zhang als zevende.

### 2009-heden
Op de wereldkampioenschappen zwemmen 2009 in Rome veroverde hij als eerste Chinees, op de 800 meter vrije slag, een wereldtitel, daarnaast sleepte hij de bronzen medaille in de wacht op de 400 meter vrije slag en eindigde hij als vijfde op de 1500 meter vrije slag.
In Irvine nam Zhang deel aan de Pan Pacific kampioenschappen zwemmen 2010. Op dit toernooi legde hij, op zowel de 400 als de 1500 meter vrije slag, beslag op de bronzen medaille. Tijdens de Aziatische Spelen 2010 in Guangzhou veroverde hij de bronzen medaille op zowel de 400 als de 1500 meter vrije slag, daarnaast eindigde hij als vierde op de 200 meter vrije slag. Samen met Jiang Haiqi, Li Yunqi en Sun Yang sleepte hij de gouden medaille in de wacht op de 4x200 meter vrije slag.
Op de wereldkampioenschappen zwemmen 2011 in Shanghai legde hij samen met Wang Shun, Li Yunqi en Sun Yang beslag op de bronzen medaille op de 4x200 meter vrije slag.

## Internationale toernooien
| Jaar | Olympische Spelen                                             | WK langebaan                                                                     | WK kortebaan                                                                                           | PanPacs                            | Aziatische Spelen                                                           |
| ---- | ------------------------------------------------------------- | -------------------------------------------------------------------------------- | --- | ---------------------------------- | --------------------------------------------------------------------------- |
| 2003 |                                                               | 23e 400m vrije slag 8e 800m vrije slag 22e 1500m vrije slag                      | |                                    |                                                                             |
| 2004 | 43e 200m vrije slag 26e 400m vrije slag                       |                                                                                  | 26e 200m vrije slag 15e 400m vrije slag 11e 1500m vrije slag 7e 4x100m vrije slag 7e 4x200m vrije slag |                                    |                                                                             |
| 2005 |                                                               | 8e 200m vrije slag 19e 400m vrije slag 6e 1500m vrije slag 11e 4x200m vrije slag | |                                    |                                                                             |
| 2006 |                                                               |                                                                                  | 12e 200m vrije slag · 4e 400m vrije slag · 1500m vrije slag · 4e 4x200m vrije slag                     | 200m vrije slag · 400m vrije slag  | 200m vrije slag · 400m vrije slag · 1500m vrije slag · 4x200m vrije slag    |
| 2007 |                                                               | 6e 200m vrije slag 10e 400m vrije slag 18e 1500m vrije slag                      | |                                    |                                                                             |
| 2008 | 400m vrije slag · 7e 1500m vrije slag · 10e 4x200m vrije slag |                                                                                  | geen deelname                                                                                          |                                    |                                                                             |
| 2009 |                                                               | 400m vrije slag · 800m vrije slag · 5e 1500m vrije slag                          | |                                    |                                                                             |
| 2010 |                                                               |                                                                                  | geen deelname                                                                                          | 400m vrije slag · 1500m vrije slag | 4e 200m vrije slag · 400m vrije slag · 1500m vrije slag · 4x200m vrije slag |
| 2011 |                                                               | 4x200m vrije slag                                                                | |                                    |                                                                             |

## Persoonlijke records
Bijgewerkt tot en met 29 juli 2009

### Kortebaan
| Afstand          | Tijd     | Datum            | Plaats |
| ---------------- | -------- | ---------------- | ------ |
| 200m vrije slag  | 1.43,04  | 21 februari 2009 | Tokio  |
| 400m vrije slag  | 3.34,66  | 22 februari 2009 | Tokio  |
| 800m vrije slag  | 7.40,20  | 21 februari 2009 | Tokio  |
| 1500m vrije slag | 14.22,47 | 21 februari 2009 | Tokio  |

### Langebaan
| Afstand          | Tijd     | Datum            | Plaats   |
| ---------------- | -------- | ---------------- | -------- |
| 200m vrije slag  | 1.45,83  | 1 april 2009     | Shaoxing |
| 400m vrije slag  | 3.41,35  | 26 juli 2009     | Rome     |
| 800m vrije slag  | 7.32,12  | 29 juli 2009     | Rome     |
| 1500m vrije slag | 14.45,84 | 15 augustus 2008 | Peking   |